# کوست (برند)
کوست (انگلیسی: Coast) یک برند آمریکایی صابون بوزدا و شستشوی بدن است که متعلق به شرکت «های ریج برندز» است. در ابتدا توسط پروکتر اند گمبل در سال ۱۹۷۶ معرفی شد. این شرکت در سال ۲۰۰۳ نیز شروع به تولید محصولات شستشوی بدن کرد.